# Reinhausen (Gleichen)
Reinhausen ist mit 1.552 Einwohnern (Stand 1. Januar 2024) der größte Ortsteil und Verwaltungssitz der Gemeinde Gleichen im Landkreis Göttingen in Südniedersachsen.

## Geographie

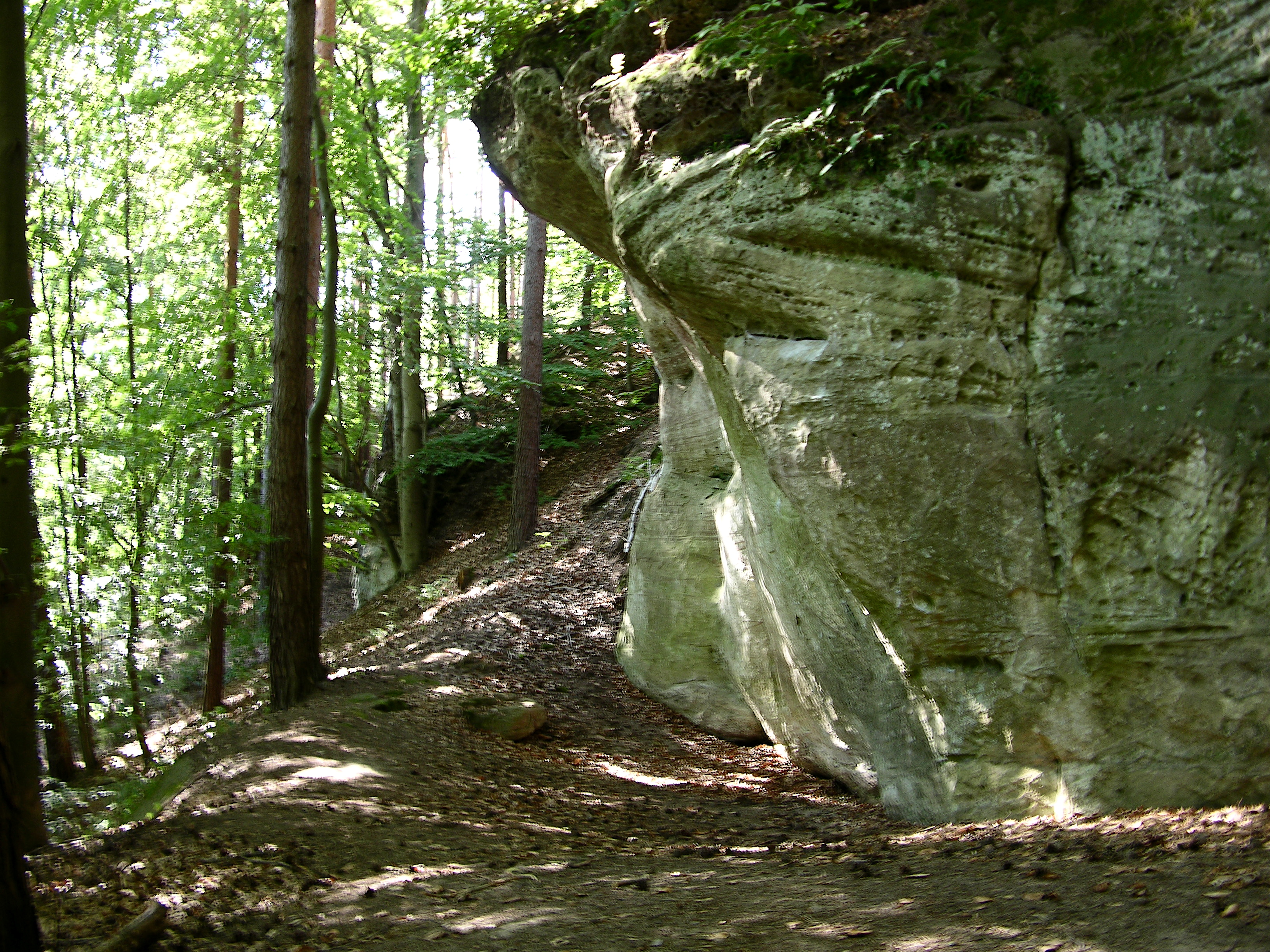
Abri im Reinhäuser Wald

Reinhausen liegt etwa 8 Kilometer südsüdöstlich von Göttingen am Nordwestrand des Buntsandsteingebietes Reinhäuser Wald. Durch den Ort fließt in westlicher Richtung der Wendebach, in den am östlichen Ortsende von Süden kommend der Reinbach mündet. Das vom Wendebach durchflossene Tal ist im Ortsbereich durch nahe der Hauptstraße verlaufende hohe Felswände geprägt, weitet sich im Westen des Ortes jedoch etwas auf und weist auf dem Weg zum 2,5 km entfernt ebenfalls in der Gemarkung Reinhausen liegenden Wendebach-Stausee sanftere Hänge auf.
Das bebaute Ortsgebiet erstreckt sich von 185 m ü. NN am Wendebach bis auf 235 m ü. NN an den Hängen des südlich gelegenen Allerbergs und des nordöstlich des Ortes liegenden Kleinen Knülls. Die höchste Erhebung in der Gemarkung liegt mit 343 m ü. NN am Südrand am Kaninchenstein. Reinhausen ist im Süden, Osten und Nordosten vom Waldgebiet des Reinhäuser Waldes umgeben, im Westen und Nordwesten von hügeliger Acker- und Weidelandschaft. Der Reinhäuser Wald ist durch stark eingeschnittene Täler und häufig freiliegende Felsformationen mit sehr vielen Abris geprägt, aufgelassene Steinbrüche zeigen die ehemalige wirtschaftliche Bedeutung der Gewinnung von Bausandstein für die Region.
Zu Reinhausen gehört auch der 2,5 Kilometer ostnordöstlich des Ortes gelegene Hof Bettenrode und das ebenso weit ostsüdöstlich im Bremkertal liegende Waldschlösschen. Nachbarorte sind die Ortsteile Bremke und Diemarden sowie die zur Gemeinde Friedland gehörenden Orte Ballenhausen und Niedernjesa.

## Geschichte

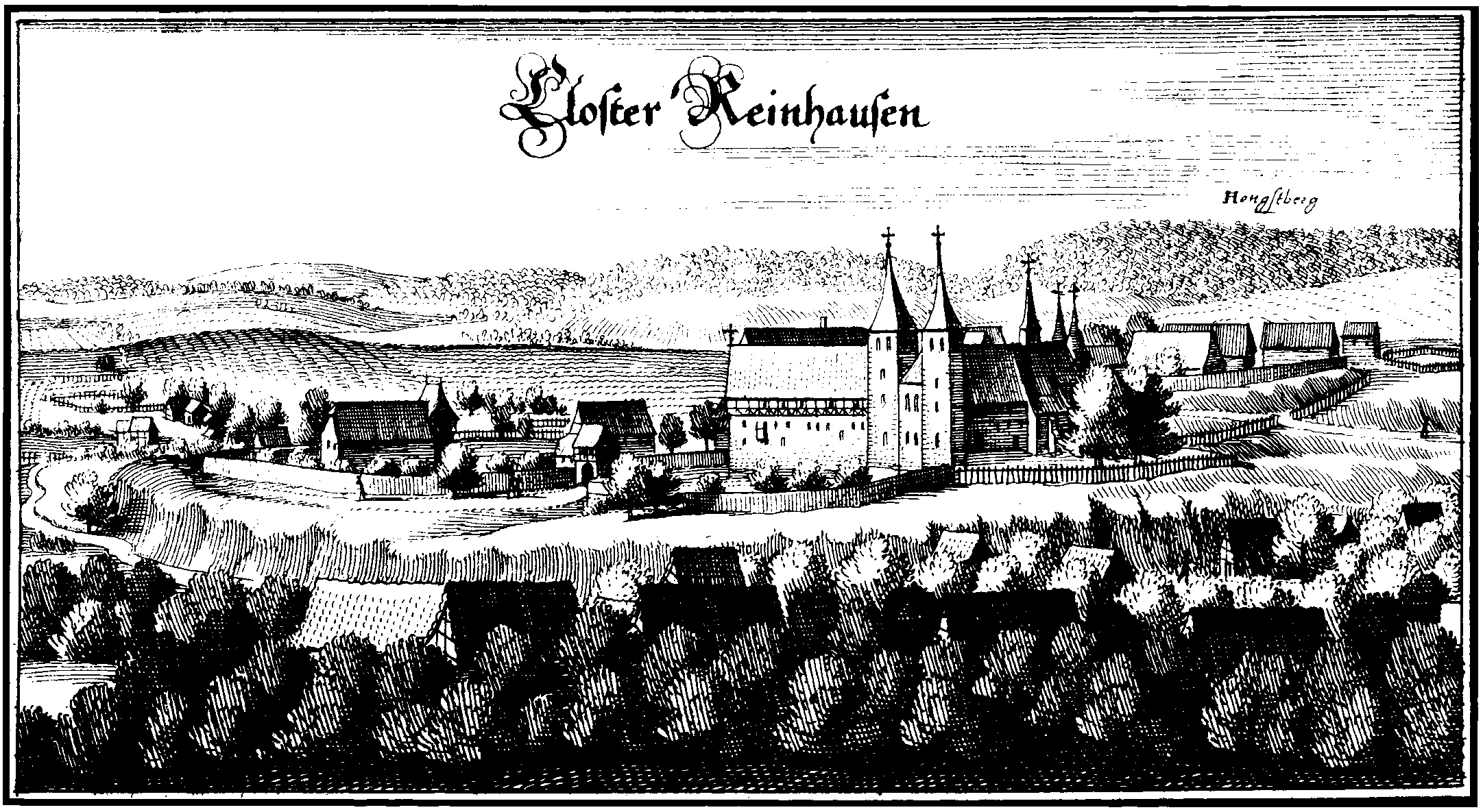
Kloster Reinhausen auf einem Stich von Matthäus Merian 1654

Wie bei den meisten Orten der Region ist auch bei Reinhausen nicht sicher bekannt, wann oder aus welchem Anlass der Ort gegründet wurde. Seit dem Hochmittelalter wird der Ort jedoch besonders häufig in Urkunden erwähnt, die erste derzeit bekannte Erwähnung findet sich in einer im 12. Jahrhundert gefälschten Urkunde, die auf den 26. Juli 1097 datiert und Heinrich IV. zugeschrieben ist. Dort wird ein Graf Heinrich de Reinehuson als Zeuge aufgeführt. Der Ortsname mit der häufigen Endung -hausen weist im Bestimmungswort anders als die meisten vergleichbaren Ortsnamen keinen Personennamen auf, sondern ist auf ein Wort mit dem Bedeutungsfeld „Rain, Grenze, begrenzender Berghang, Erhöhung, Ufer“ zurückzuführen. Ausschlaggebend für die Namensbildung war demnach die auffallende Lage am Fuß der steil über dem Ort aufragenden Sandsteinfelsen.

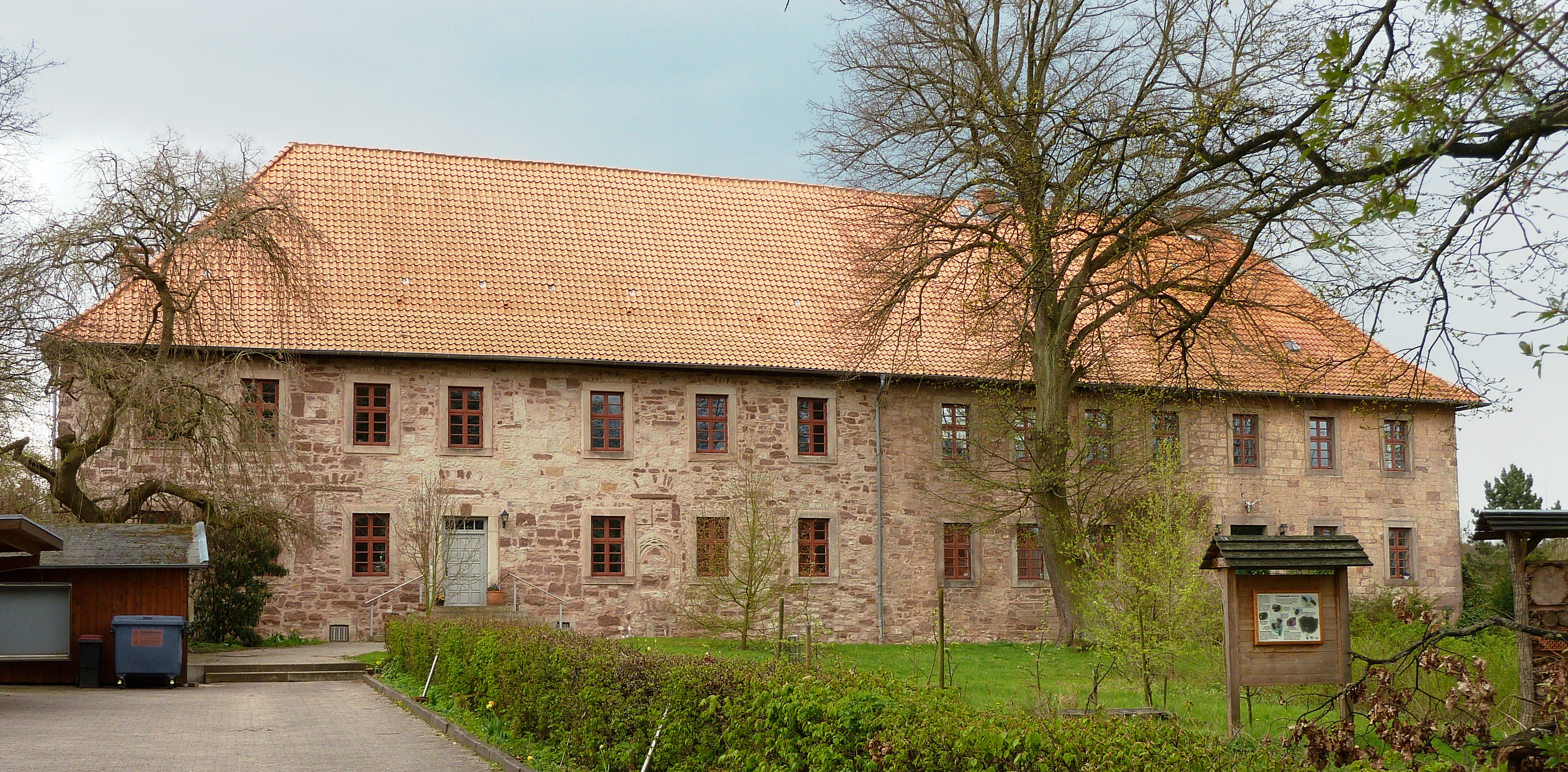
Ehemaliges Konventsgebäude des Klosters Reinhausen

Reinhausen war im frühen Hochmittelalter Sitz der Grafen von Reinhausen, die als Nachkommen der Esikonen Inhaber des Comitats im Leinegau waren. Sie errichteten auf dem steil zur frühmittelalterlichen Heerstraße und zum Ort abfallenden Bergsporn des Kirchbergs eine Spornburg, die Burg Reinhausen, die nach archäologischen Funden bereits im 10. Jahrhundert besiedelt war und damit zu den besonders frühen Beispielen einer Adelsburg im sächsischen Raum zählt. Bereits am Ende des 11. Jahrhunderts wandelten die Grafen von Reinhausen ihren Stammsitz in ein Chorherrenstift um. Um 1100 errichteten sie auf dem nahe gelegenen Zwillingsberg Die Gleichen zwei neue Höhenburgen. Anfang des 12. Jahrhunderts wurde das Chorherrenstift in ein Benediktinerkloster umgewandelt. Die frühere Burgkirche wurde dabei erweitert und zur Klosterkirche ausgebaut.
Nach der Reformation wurde das Kloster aufgehoben und das Amt Reinhausen eingerichtet. Der ausgedehnte, über 300 Hektar große Grundbesitz des Klosters fiel an den Staat, der ihn als Gut bewirtschaften ließ. In der gleichen Zeit richtete man zudem den Amtsbezirk ein. Grundlage seiner Größe wurde der Bereich des bisherigen Klosters mit den Dörfern Reinhausen und Ischenrode sowie dem Vorwerk Bettenrode. Im 17. Jahrhundert kam das mit dem Eichsfeld im Streit liegende Dorf Lichtenhagen hinzu. Der Amtmann fungierte gleichzeitig als Domänenpächter, ab 1546 wird Ludolf Fischer als Amtmann zu Reinhausen genannt.
Am 1. Januar 1973 wurde Reinhausen in die neue Gemeinde Gleichen eingegliedert.

## Politik

### Ortsrat
Der Ortsrat setzt sich aus sieben Ratsfrauen und Ratsherren zusammen.
- SPD: 5 Sitze
- Freie Wählergemeinschaft-BSP Gleichen: 1 Sitz
- CDU: 1 Sitz

(Stand: Kommunalwahl am 12. September 2021)

### Ortsbürgermeister
Ortsbürgermeister von Reinhausen ist Karl Knauf.

### Wappen
| Wappen von Reinhausen | Blasonierung: „In Gold (Gelb) ein rotes Radkreuz, dessen vier Speichen sich zum Innenrand tatzenkreuzförmig verbreitern.“ |
| Wappen von Reinhausen | Wappenbegründung: Das von Otto Rössler von Wildenhain entworfene Wappen wurde vom Oberpräsidenten der preußischen Provinz Hannover am 11. August 1939 genehmigt. Es zeigt in den Farben der Herren von Plesse die am Bielstein, einem Sandsteinfelsen direkt im Ort, in den Fels geschlagenen Scheibenkreuze. |

## Kultur und Sehenswürdigkeiten

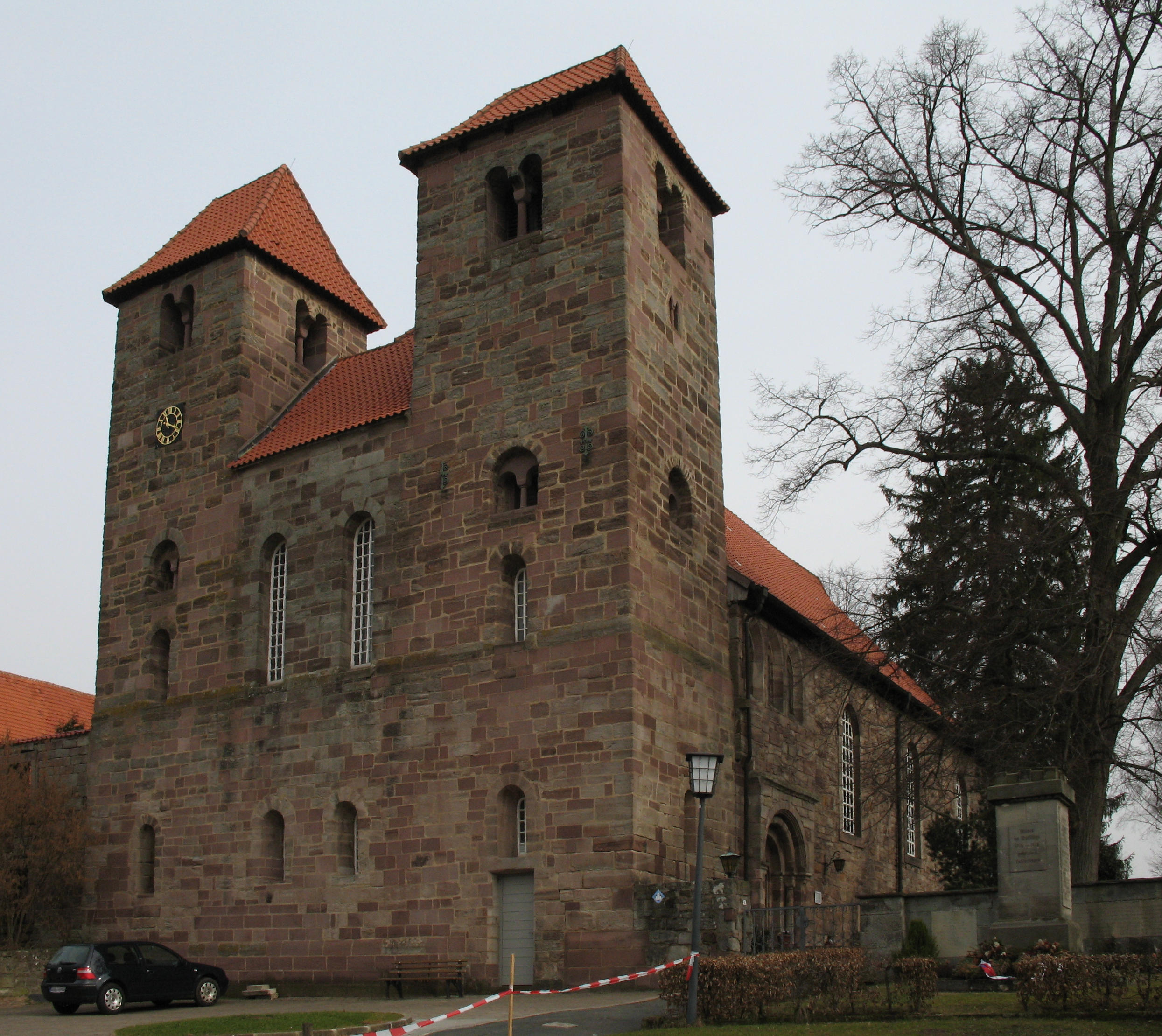
Die Klosterkirche

### Kulturdenkmale

#### Klosterkirche
Auf dem über dem Ortskern aufragenden Felsen des Kirchbergs steht die romanische Dorfkirche St. Christophorus, die im Kern noch Elemente der vor 1079 errichteten Burgkirche enthält und in der nachfolgenden Zeit als Klosterkirche zahlreiche romanische und gotische Erweiterungen und Umgestaltungen erfuhr. Im 18. Jahrhundert wurde ein ehemaliges Querhaus und die Begräbniskapelle der Herren von Uslar abgetragen. Trotz der zahlreichen Umbauten erscheint die Kirche noch als überwiegend romanisches Bauwerk, das von außen durch die gedrungen wirkende Doppelturmfassade im Westen bestimmt wird. Sie ist aus dem örtlichen Buntsandstein in Bruchstein- und Quadermauerwerk errichtet. Das Rundbogenportal befindet sich an der Südseite und ist von einem leicht vorspringenden, in der Ansicht nahezu quadratischen Mauerwerksteil umgeben. Im Innenraum befinden sich besonders im Westteil der Kirche an den Wänden großflächige, aber teils zerstörte gotische Fresken, die den Heiligen Christophorus zeigen. Ein mehrfach umgebauter spätgotischer Flügelaltarretabel, ein weiterer geschnitzter Altarschrein (Jodokusschrein) aus dem Jahr 1507, ein ebenfalls spätgotisches drei Meter hohes Kruzifix sowie zwei Grabplatten des 16. Jahrhunderts gehören zur Ausstattung.

#### Felsentreppen

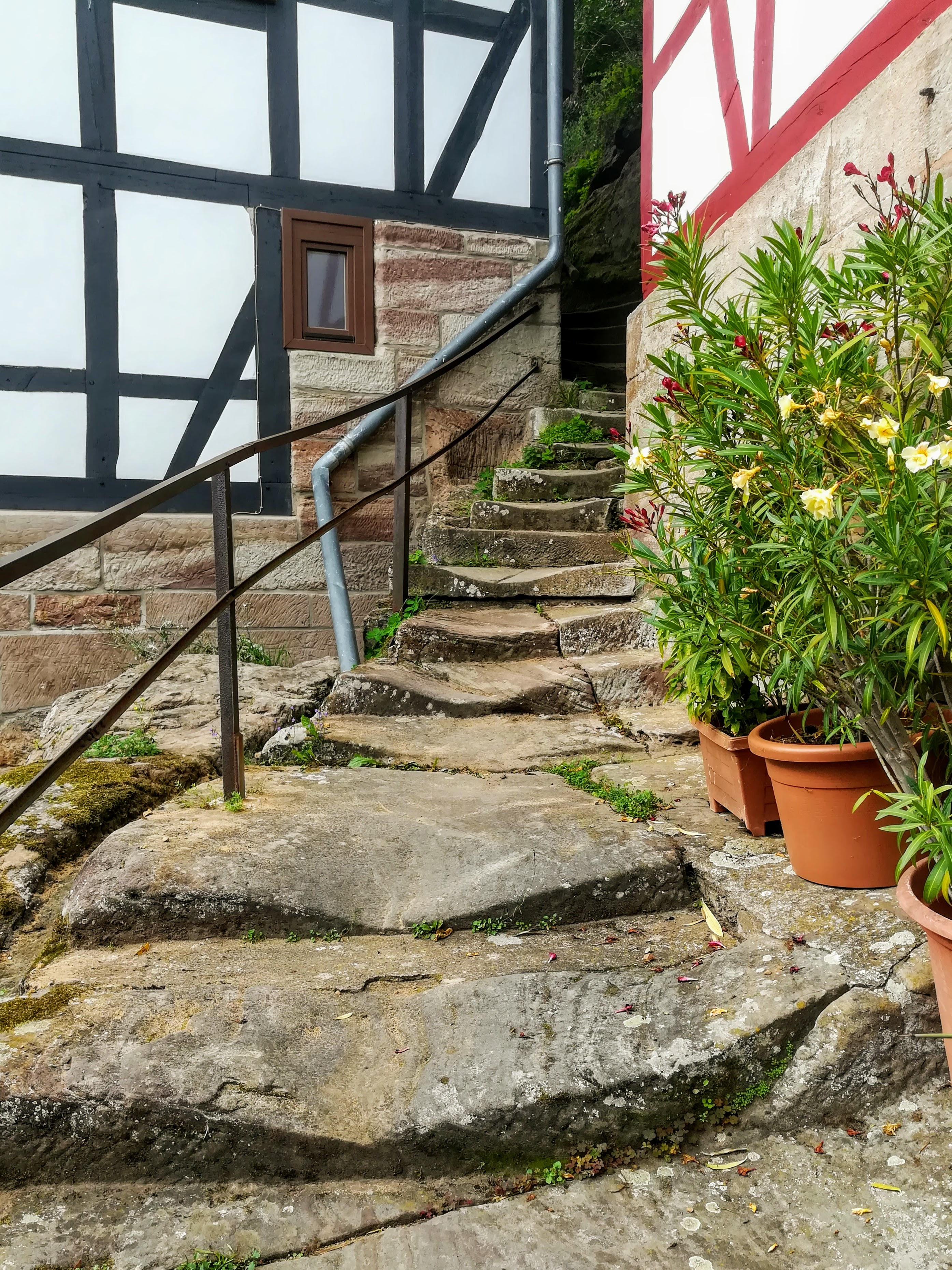
Felsentreppe in Reinhausen

Bis zum Bau der Straße im 19. Jahrhundert war der Kirchberg mit dem Kloster und der Kirche vom Ort aus nur fußläufig über drei in den Felsen geschlagene Treppen erreichbar. Die Treppe hat drei Aufgänge, einen westlichen, mittleren und einen östlichen. Es ist ein historischer Weg zu der Kirche, der im Zusammenhang mit ihrer Entstehung zu sehen ist. Es war unumgänglich, diese Treppe anzulegen um überhaupt auf den Kirchberg zu gelangen. Diese durch jahrhundertelange Begehung stark eingeschnittenen Treppen sind heute zusammen mit den zahlreichen mittelalterlichen Wetzrillen neben den Treppen als Kulturdenkmal ausgewiesen.

#### Bielstein

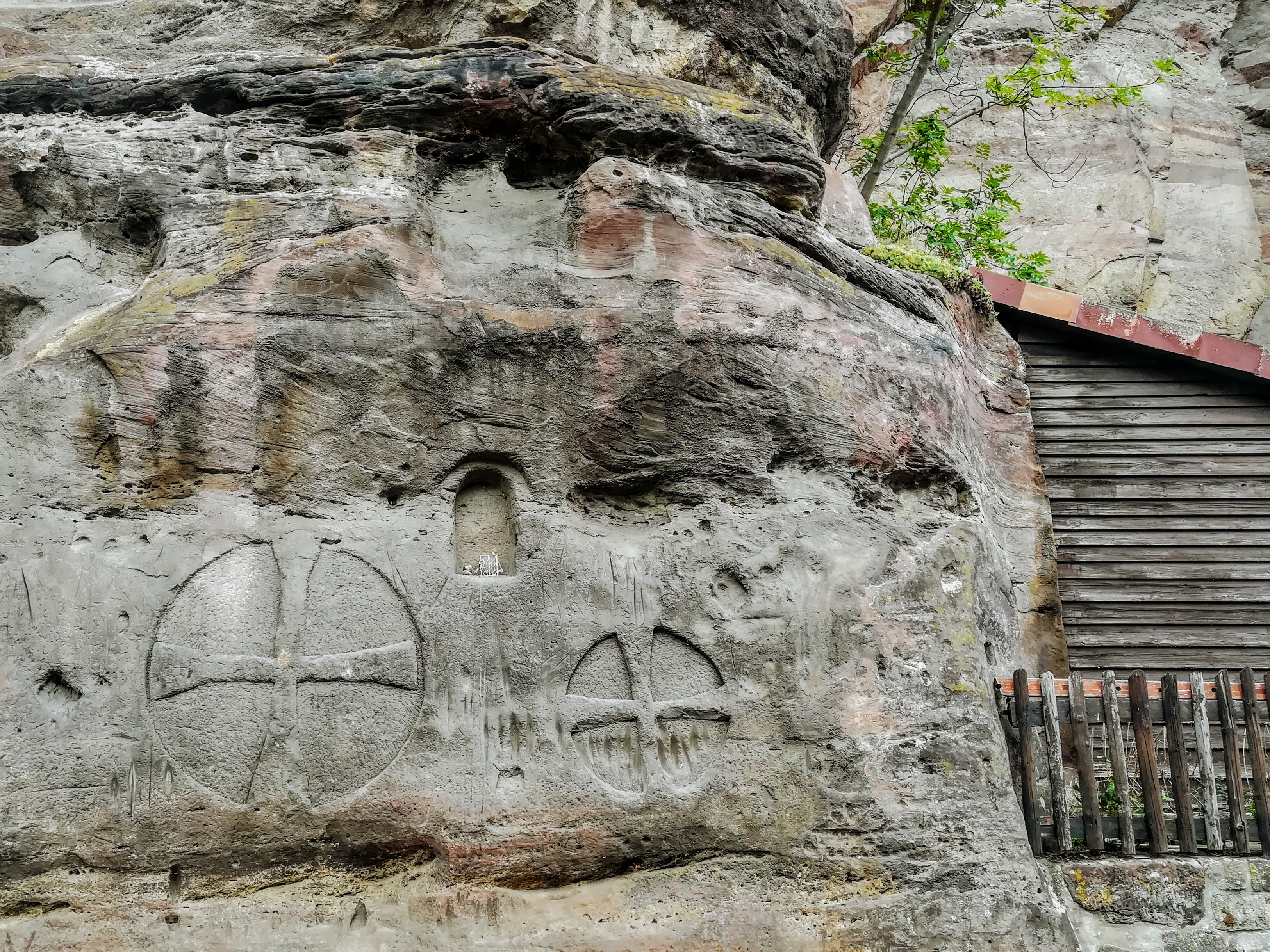
Bielstein mit Scheibenkreuzen

Der etwa 100 Meter lange Felssporn des Bielsteins ragt direkt an der Dorfstraße im Ort auf und prägt das Ortsbild. An weiter zurückliegenden Teilen des Felsens wurden Häuser und Nebengebäude unmittelbar angebaut und teilweise auch in den Felsen hineingeschlagen. Teile des Massivs wurden in der Vergangenheit als Steinbruch zur Gewinnung des roten Sandsteins als Baumaterial genutzt, in großen Teilen hat es sich jedoch seit dem Mittelalter nahezu unverändert erhalten. Davon zeugen zahlreiche Bearbeitungen des Felsens aus der Zeit des Mittelalters, die eine sakrale Bedeutung des Bielsteins belegen, wie ausgehauene Rundbogennischen und Wetzrillen. Besonders eindrucksvoll sind zwei unmittelbar nebeneinander zur Straße ausgerichtet in den Felsen geschlagene Scheibenkreuze unterschiedlicher Größe. Archäologische Grabungen am Fuß des Bielsteins im Jahr 1979 brachten Siedlungsreste des Mittelalters und der älteren vorrömischen Eisenzeit zutage. Eine bereits vorchristliche sakrale Bedeutung des Bielsteins wird manchmal vermutet, konnte aber noch nicht eindeutig belegt werden.

#### Jägerstein
Lage: 51° 26′ 47,8″ N, 10° 0′ 19,5″ O

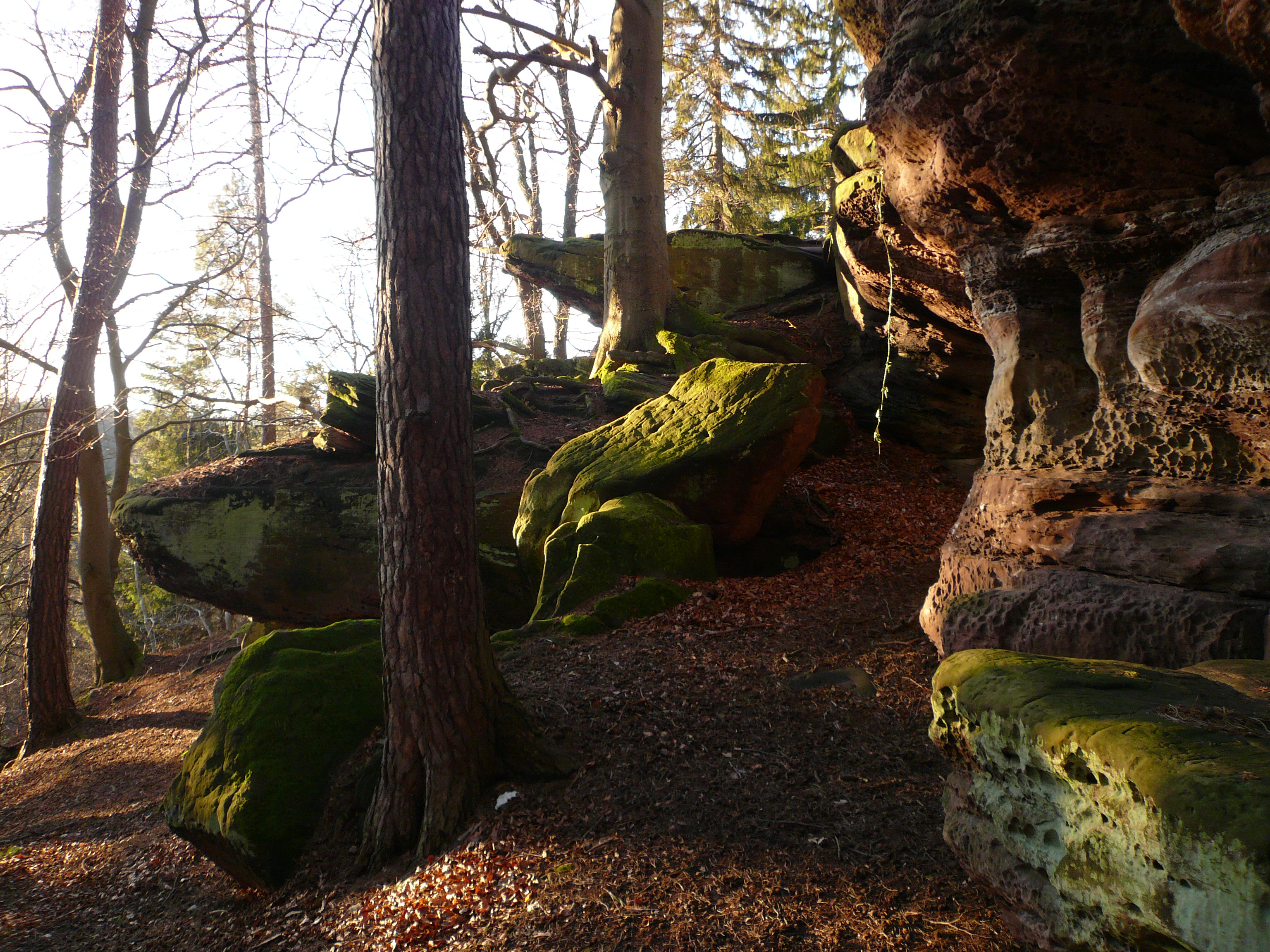
Jägerstein im Reinhäuser Wald

Etwa 700 Meter südwestlich des Hurkutsteins liegt im Reinhäuser Wald der Jägerstein, oft auch im Plural Jägersteine genannt. Es handelt sich um eine trotz der im Vergleich zu anderen Formationen geringen Höhe über dem heutigen Gelände besonders beeindruckend geformte Gruppe mehrerer Felsen aus dem anstehenden Buntsandstein, die am Rand eines Bergsporns steil über dem Reintal aufragen, oberseitig jedoch flach in das Bergplateau übergehen. Sie zeichnen sich durch überhängende Felsen (Abris), horizontale und vertikale Spalten und kleine Höhlungen sowie durch starke Wabenverwitterung an der Unterseite der Felsen aus. Kleinkinder krabbeln gerne in den Felsspalten zwischen säulenartigen Felsformen hindurch.
Die Jägersteine sollen steinzeitlichen Jägern dazu gedient haben, Wildtiere auf die Klippen zuzutreiben, hinabstürzen zu lassen und auf diese Weise zu fangen oder zu töten. Eine steinzeitliche Besiedlung der Abris im Mesolithikum und eine Besiedlung durch Waldhutebauern in der Eisenzeit (ca. 500 v. Chr.) ist archäologisch nachgewiesen, die Felsen sind als Bodendenkmal ausgewiesen. Darüber hinaus waren sie bis Ende des Jahres 2009 auch als Naturdenkmal eingestuft, wurden aus dieser Liste jedoch entfernt, um doppelte Unterschutzstellungen zu beseitigen; weil sich die Felsformation als solche nur wenig von anderen ähnlichen Formationen unterscheidet, wird die Eigenschaft als Kulturdenkmal für vorrangig gehalten.

#### Burg der Grafen von Reinhausen
Auf dem nach drei Seiten steil abfallenden Bergsporn des Kirchberges lag in früherer Zeit der Stammsitz der Grafen von Reinhausen, dessen Grundriss man heute in etwa rekonstruieren kann. Bei der früh- bis hochmittelalterlichen Burg handelte es sich um eine zweiteilige Anlage, wobei auf dem westwärts gerichteten Bergteil der unzugängliche Wohnbereich mit Eigenkirche lag, die Grundfläche betrug ca. 1,5 ha. Der Wirtschaftshof befand sich dagegen im nordöstlich angrenzenden Teil des Berges, war mit einem Halsgraben von den anderen Gebäuden getrennt und besaß eine Fläche von etwa 1 ha. Weitere Abschnittsbefestigungen zur Hauptabsicherung der Burg könnten sich ebenfalls an dieser Stelle befunden haben, sind jedoch aufgrund der heutigen Überbauung nicht mehr feststellbar. Die Zufahrt zur Burg lag wohl an der Nordflanke, durch das weniger schroff eingetiefte Rosental, hierfür existieren Überlieferungen im Spätmittelalter; die heutige, auf den Kirchberg führende Straße wurde dagegen im 19. Jahrhundert erst erbaut. Funde bezeugen eine Besiedlung der Burg seit dem 10./11. Jahrhundert, was für eine Adelsburg im sächsischen Raum eine Besonderheit darstellt.

#### Ehemaliges Hospital

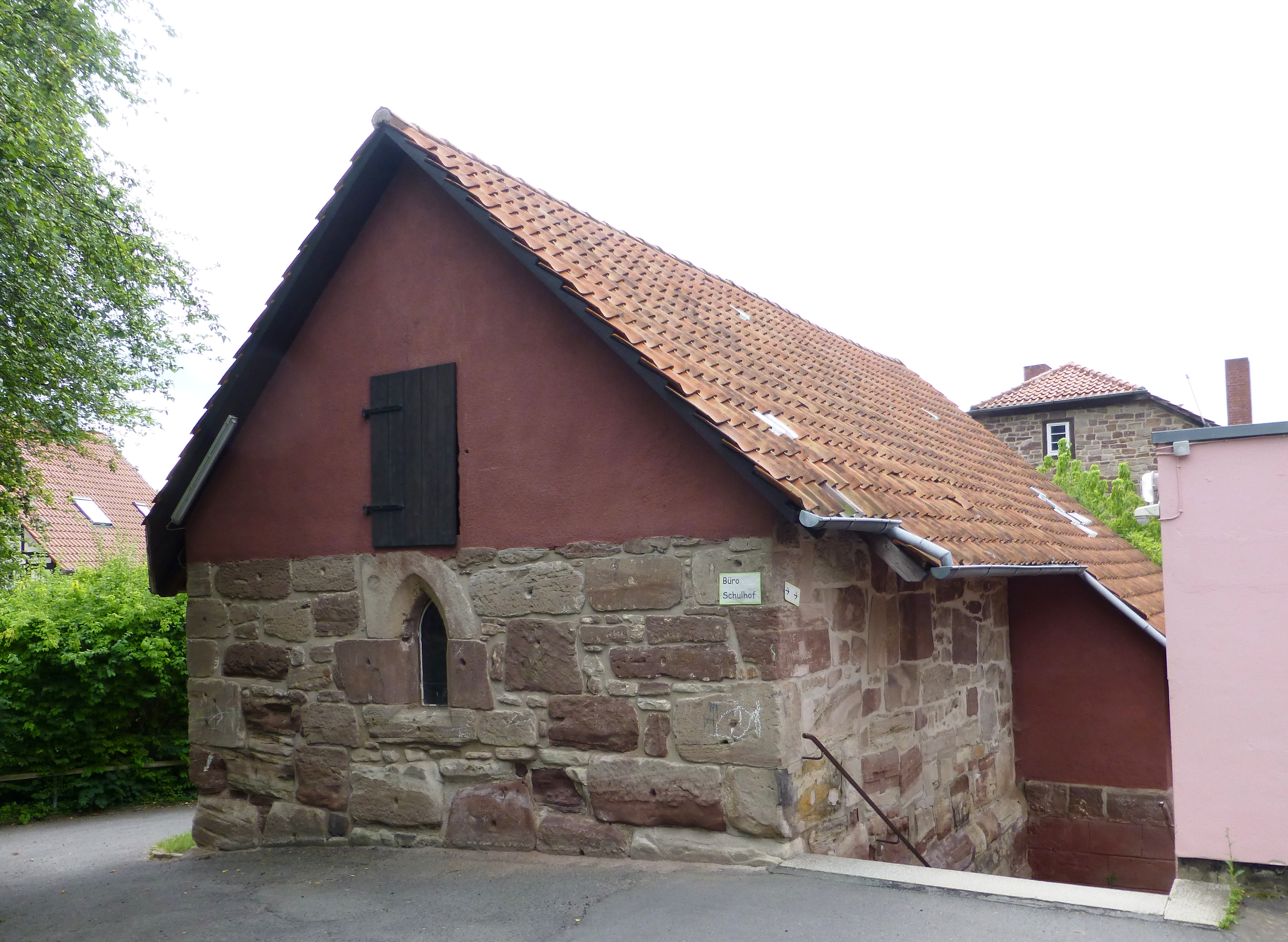
Nordansicht der Hospitalkapelle

Im Jahr 1460 stifteten die Brüder Hans und Ernst von Uslar zusammen mit ihrem Cousin Hans von Uslar (der Ältere) auf dem Kirchberg neben dem Kloster ein Hospital, das Pilger beherbergte, aber außerhalb der Klostermauern auch über ein Siechenhaus verfügte. Die Aufsicht über das Hospital wurde dem Rat der Stadt Göttingen übertragen. Die Stiftung diente unter anderem der gesicherten Altersversorgung der Stifter. Ein Teileinsturz der Hospitalkapelle im Jahr 1929 sowie Umbauten haben die Bausubstanz verändert. In den Bauten des Kindergartens, einer daran angrenzenden heute freistehenden Verbindungsmauer und dem Rest der Hospitalkapelle sind dennoch deutliche Baureste der Spätgotik erkennbar. Das Fachwerk-Obergeschoss der Kapelle und der größere südwestliche Sandsteinbau, der den ehemaligen Kapellenraum erweiterte, wurden nach dem Einsturz durch kleinere moderne Anbauten ersetzt. Die ehemalige Hospitalkapelle wurde 2014 vom Lagerraum zu einer Schreibwerkstatt („Skriptorium“) umgestaltet und soll für kirchenpädagogische Zwecke genutzt werden.

## Persönlichkeiten, die am Ort gewirkt haben
- Burghard von Lüpke (* 1939), Forstwissenschaftler, leitete von 1973 bis 1991 das Forstamt Reinhausen.
- Klaus-Peter Bruns (1913–2011), Politiker und Landwirt